# Rock Island (Album)
Rock Island ist das 17. Studioalbum der Progressive-Rock-Band Jethro Tull aus dem Jahr 1989. 

## Besetzung
Jethro Tull spielte das Album mit der Stammbesetzung Ian Anderson, Martin Barre, Dave Pegg und Doane Perry ein. Für Perry, der schon seit 1984 zur Band gehörte, war es die erste Langspielplattenaufnahme als volles Mitglied. Als Gäste wirkten außerdem die Keyboarder Peter-John Vettese (Titel 3–6) und Martin Allcock (Titel 1 und 10) mit. Vettese war ein früheres Mitglied der Band, während Allcock bei Fairport Convention spielte. Die Kompositionen und Texte stammen von Ian Anderson.

## Geschichte
Die Band nahm das Album im Frühling 1989 auf. Im Anschluss an die Veröffentlichung ging die Band rund ein Jahr auf Tournee durch Europa und Nordamerika. Die 2006 veröffentlichte remastered CD enthält drei Bonustitel. Als Singles wurden die Titel Kissing Willie, Heavy Water, Another Christmas Song und The Rattlesnake Trail veröffentlicht. 

## Album
Rock Island ist wie das Vorgängeralbum Crest of a Knave von Hardrock geprägt. Der Titel bezieht sich unter anderem auf Andersons Wohnsitz zur Zeit der Aufnahme, die schottische Insel Skye, wo er seine Lachsfarm Straithard aufgebaut hatte.

### LP-Version
Kissing Willie ist wie das folgende The Rattlesnake Trail ein wenig komplexer, schneller Rocksong, in dem neben dem Sänger Querflöte und E-Gitarre dominieren. Der Sänger beklagt sich, dass „sein bester Freund“ Willie ihm die Freundin ausgespannt hat; allerdings ist willie auch ein Synonym für Penis. The Rattlesnake Trail handelt von einem Mann, der seine Gegner bekämpfen muss, um seine Ziele zu erreichen, oder er unterliegt; er wählt den Mittelweg. Ears of Tin beginnt in bedächtigem Tempo, wird dann aber schneller und rockiger. Ein Bewohner von Skye hat Arbeit auf dem britischen Festland gefunden. Als er die Insel verlässt, erwartet er, in der Stadt einsam zu sein. Nachdem dies eingetroffen ist, kehrt er zurück. Ears of tin, etwa „Blechohren“, steht für eine Person, die unfähig ist, Musik wahrzunehmen.
Das Stück Undressed to Kill wird von der Querflöte dominiert. Der einfache Rockrhythmus wird im Verlauf des Stücks komplexer. Es handelt von einer Prostituierten – der Umgang mit ihr verbreitet aber keine Wärme, denn es geht nur um einen geschäftlichen Austausch. Der Titelsong Rock Island lässt sich dem Progressive Rock zuordnen. Das kurze akustische Intro wird bald rockiger, die E-Gitarre dominiert. Das Stück enthält ein Solo von E-Gitarre und Flöte. Auch dieses Lied handelt von Menschen, die isoliert und ohne Inspiration auf ihrer „Felseninsel“ leben.
Der Rocksong Heavy Water hat ein rhythmisch komplexes Intro und relativ einfache Strophen, als Instrumente dominieren wieder Querflöte und E-Gitarre. Der Sänger schildert eine Stadt, in der der Regen verschmutzt ist und es Kommunikationsprobleme gibt. Another Christmas Song bezieht sich auf den Christmas Song des Albums Stand Up. Das getragene Stück ist einfach strukturiert. Die Bedeutung von Heim, Familie und Harmonie wird besungen. Der Old Man hat seine Kinder zum Weihnachtsfest zu sich geholt. Old Man steht auch für Gott und den Old Man of Storr, einen bekannten Felsen auf Skye. The Whaler’s Dues ist das längste Stück des Albums. Das langsame Stück im Stil eines Trauermarschs wird durch Jethro-Tull-typische Synkopen akzentuiert. Der Sänger, ein älterer Walfänger, ist stolz auf seine Arbeit. Die Welt hat sich aber verändert; seine Tätigkeit wird abgelehnt. Im Stück wird dies durch ein im Chor gesungenes „No!“ dargestellt. 
In Big Riff and Mando wird die Geschichte des Diebstahls von Martin „Marty“ Barres Mandoline nacherzählt, der in den USA geschah. Ein Fan nimmt das Instrument an sich, um ein Vorsingen zu erzwingen. Er flüchtet und lässt dabei die Mandoline zurück. Der akustische, von einer Mandoline geprägte Beginn geht in eine lyrische Strophe und den schnellen, rockigen Refrain über, der wiederum mit Strophe und Refrain fortgesetzt und einem von Mandoline und E-Gitarre vorgetragenen Teil beendet wird. Der elegische, teils dissonante Beginn von Strange Avenues ist vom Keyboard dominiert und wird dann von einem stampfenden Rockrhythmus abgelöst, bevor unvermittelt der Gesang einsetzt, der erst verhalten ist, später aber auch rockige Elemente zeigt. Der Text handelt von der Begegnung des Sängers mit einem Obdachlosen in einer fremden Stadt. Nicht nur der Obdachlose ist einsam, sondern auch der Sänger. Er erinnert sich an ein Schallplattencover von 1971 – das Cover von Aqualung, das einen Obdachlosen zeigt, der Ian Anderson ähnelt.

### Extratitel
Die drei Stücke, genannt The Dressing Room Tapes, wurden am 13. Oktober 1989 in Zürich in einer Künstlergarderobe der Hallenstadions aufgenommen. Dabei wurde kein Schlagzeug verwendet.

## Artwork
Das Cover gestalteten Anton Morris, Jim Gibson und John Pasche. Im Zentrum des Gemäldes steht ein Bullauge mit einem Beschlag aus Messing, umgeben von einer hölzernen Wand mit Maserung und Messingschildern, auf denen Album- und Bandname angegeben sind. Durch das Bullauge sieht man eine Felseninsel aus dem Meer ragen, aus der ein Unterarm ragt, der eine Querflöte hält. 
Die Rückseite ist weitgehend beige und zeigt in der Mitte ein kompassartiges Emblem, in dessen kreisförmigem Zentrum das verkleinerte Meerbild der Vorderseite zu sehen ist. Außen schließt sich ein Ring mit den Buchstaben T, U, L und L an, die wie auf einer Windrose im Uhrzeigersinn von Norden angeordnet sind. Außerhalb schließt sich ringförmig eine Liste der Songtitel an. 
Das Inlay zeigt die Liedtexte und Mitwirkenden sowie auf der einen Seite ein kleines Schwarz-weiß-Foto der auf dem Bild fünfköpfigen Band, auf der anderen Seite die Umrisse der Insel Skye.

## Titelliste
Seite 1
1. Kissing Willie (3:32)
2. The Rattlesnake Trail (4:02)
3. Ears of Tin (4:47)
4. Undressed to Kill (5:25)
5. Rock Island (6:54)

Seite 2
1. Heavy Water (4:12)
2. Another Christmas Song (3:32)
3. The Whaler’s Dues (7:53)
4. Big Riff and Mando (5:58)
5. Strange Avenues (4:10)

Extratitel
1. Christmas Song (Live)
2. Cheap Day Return/Mother Goose
3. Locomotive Breath

## Rezeption

### Kritiken
Bei Allmusic erhielt die Originalausgabe 3,5 von fünf möglichen Punkten.

### Chartplatzierungen
Rock Island erreichte Top-10-Platzierungen in Deutschland (Rang 5) und der Schweiz (Rang 7) sowie Chartplatzierungen im Vereinigten Königreich (Rang 18), Österreich (Rang 20) oder auch den Vereinigten Staaten (Rang 56).
Darüber hinaus erreichte Kissing Willie Platz sechs in den britischen Charts sowie Another Christmas Song Platz 95.
| ChartsChartplatzierungen       | Höchstplatzierung | Wochen |
| ------------------------------ | ----------------- | ------ |
| Deutschland (GfK)              | 5 (15 Wo.)        | 15     |
| Österreich (Ö3)                | 20 (2 Wo.)        | 2      |
| Schweiz (IFPI)                 | 7 (9 Wo.)         | 9      |
| Vereinigte Staaten (Billboard) | 56 (18 Wo.)       | 18     |
| Vereinigtes Königreich (OCC)   | 18 (6 Wo.)        | 6      |

### Auszeichnungen für Musikverkäufe
| Land/Region                  | Auszeichnungen für Musikverkäufe (Land/Region, Auszeichnung, Verkäufe) | Verkäufe |
| ---------------------------- | ---------------------------------------------------------------------- | -------- |
| Vereinigtes Königreich (BPI) | Silber                                                                 | 60.000   |
| Insgesamt                    | 1× Silber ·                                                            | 60.000   |